# Johan Adolf Pengel
Johan (Jopie) Adolf Pengel (Paramaribo, 20 januari 1916 – aldaar, 5 juni 1970) was een Surinaams politicus voor de Nationale Partij Suriname (NPS).

## Levensloop

### Jeugd en opleiding
Pengel werd geboren te Paramaribo als vierde kind van Cornelis Pengel (1886–) en Adolphina Jacquelina Romet (1888–). Cornelis Pengel was onderwijzer en diens voorouders waren slaaf geweest en tewerkgesteld op de plantage La Prosperité. 
Zelf volgde hij de mulo van de Evangelische Broedergemeente Suriname en ging in 1938 bij de griffie werken. Tegelijkertijd met Jagernath Lachmon werd hij opgeleid tot praktizijn (advocaat), maar Pengels passie lag meer bij dammen en hij brak zijn opleiding af.

### Politiek
Pengel werd kort voor de eerste algemene verkiezingen in 1949 lid van de NPS (Nationale Partij Suriname). Vervolgens werd hij in de Staten van Suriname gekozen. In 1952 richtte hij de Surinaamse Werknemers Moederbond op, een vakbond die in 1969 werd omgedoopt tot het Algemeen Verbond van Vakbewegingen in Suriname (AVVS de Moederbond). Hij is ook voorzitter geweest van de Moederbond. In 1955 was Pengel enkele maanden voorzitter van de Staten van  Suriname. In dat jaar verloor de NPS fors, en trok VHP-voorzitter J.Lachmon een van zijn eigen kandidaten terug om Pengel een tweede kans te geven. Met succes. Na de verkiezingen van 1958 werd Pengel benoemd tot kabinetsformateur. Van 1963 tot 1969 was hij premier, en daarnaast was hij minister van Algemene Zaken, van Binnenlandse Zaken, en van Financiën.
Pengel legde het recreatieoord Blaka Watra aan. Hier bouwde hij een bescheiden buitenhuis en legde hij een stroomversnelling aan van beton, met als effect dat het voelt als een bubbelbad. Na zijn dood in 1970 werd het oord opengesteld voor recreatie voor een of meerdere dagen.

### Premier
Pengel was premier van de kabinetten Kabinet-Pengel I (1963-1967) en Kabinet-Pengel II (1967-1969).
Eind 1963 was er een kabinetscrisis als gevolg van de Ormet-affaire waarbij de PSV uit de coalitie stapte. Coen Ooft, minister van Economische Zaken, werd vervangen door Hendrik Soemodihardjo (KTPI) die tot dan staatssecretaris van Sociale Zaken was. Die trad halverwege 1964 terug, waarna August Riboet hem opvolgde. Al spoedig ontstond er een nieuw probleem toen bleek dat Riboet in 1938 veroordeeld was tot een gevangenisstraf van 9 maanden. Hierop werd André Soeperman de nieuwe minister van Economische Zaken. Deze voormalige telegrafist kon niet goed samenwerken met de directeur van het ministerie, waarop George Rakim hem in 1965 opvolgde.
In 1967 ontving hij de Venezolaanse onderscheiding Orden del Libertador de Gran Cordon.

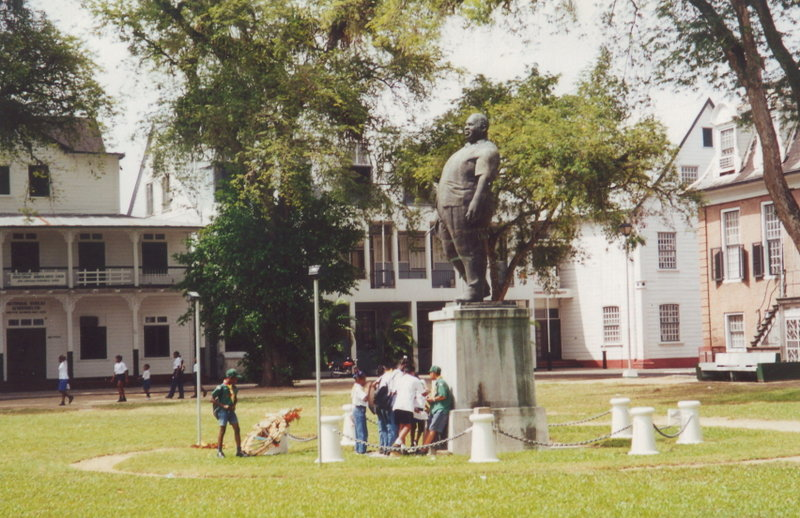
Standbeeld van Johan Adolf Pengel op het Onafhankelijkheidsplein in Paramaribo, 2001

### Overlijden
Pengel overleed op 54-jarige leeftijd in 's Lands Hospitaal te Paramaribo aan een bloedvergiftiging. Hij liet een dochter na, Yvonne Pengel (1940 – Rotterdam, 2016)
De internationale luchthaven van Suriname bij Zanderij is naar hem Johan Adolf Pengel International Airport vernoemd. In 1974 werd op het Onafhankelijkheidsplein te Paramaribo een standbeeld van Pengel onthuld door mevrouw L.E.J. Pengel-Augustuszoon. Het is in opdracht van de Surinaamse regering vervaardigd door de beeldhouwer Stuart Robles de Medina. Ook kent de NPS het Johan Adolf Pengel Instituut (JAPIN), een onderdeel van de Adviesraad.